# ドン・キホーテ (交響詩)
交響詩『ドン・キホーテ』（Don Quixote）作品35は、リヒャルト・シュトラウスの管弦楽作品。シュトラウスによって書かれた7曲の交響詩のうち、6番目の作品である。
副題を「大管弦楽のための騎士的な性格の主題による幻想的変奏曲」（Phantastische Variationen über ein Thema ritterlichen Charakters für großes Orchester）といい、ミゲル・デ・セルバンテスの小説『ドン・キホーテ』に基づいて書かれた。卓抜した管弦楽法もさることながら、独奏チェロ・独奏ヴィオラが活躍することでも有名であり、それぞれ主人公のドン・キホーテと従者のサンチョ・パンサの役を演じている。

## 概要
- 作曲時期：1896年秋から構想が始まり、1897年12月29日ミュンヘンにて完成。次の交響詩『英雄の生涯』とは構想期間が重なっており、シュトラウスは二作を対になるものと考えていた[1]。
- 初演：1898年3月8日、ケルンにて。フリードリヒ・グリュッツマッハーのチェロ、フランツ・ヴュルナーの指揮による。

## 曲の構成
ニ長調を中心の調とし、序奏と主題、10の変奏と終曲からなる。演奏時間は40分ほど。
原作については小説『ドン・キホーテ』を参照のこと。原作からドン・キホーテのさまざまな冒険が自由に抜き出され並べられており、シュトラウスは各部分の情景について短い説明を残している。
- 序奏
ラ・マンチャの村に住む男は騎士道物語を読んで妄想にふけり、自分が遍歴の騎士ドン・キホーテであると思い込んでいく。

- 主題
ドン・キホーテは従者サンチョ・パンサを引き連れ、冒険に出る。「悲しげな姿の騎士」(Don Quixote, der Ritter von der traurigen Gestalt) と記されたドン・キホーテの主題が独奏チェロで示され、サンチョ・パンサの主題がバスクラリネットとテナーチューバ、続いて独奏ヴィオラで奏される。

ドン・キホーテの主題

サンチョ・パンサの主題
- 第1変奏
ドン・キホーテは風車を巨人と思い込んで戦いを挑むが、風で風車が回り、地面に叩き付けられてしまう。風は弦楽器のトリルで表現される。
- 第2変奏
ドン・キホーテは羊の群れを敵と勘違いして蹴散らす。羊は金管楽器のフラッター奏法で示される。
- 第3変奏
冒険が嫌になったサンチョ・パンサとドン・キホーテが言い合いをする。独奏チェロ・独奏ヴィオラの聴きどころである。
- 第4変奏
ドン・キホーテは、懺悔者の一行が携える聖像を誘拐された貴婦人だと思い込み、助け出そうとして一行に突入するが、叩き付けられて失神してしまう。
- 第5変奏
ドン・キホーテは、架空の恋人ドルシネア姫への思いに耽る。
- 第6変奏
ドン・キホーテは、通りかかった不器量な田舎娘をドルシネア姫だと信じ込むが、娘は気味悪がって逃げてしまう。
- 第7変奏
女たちにからかわれ、だまされて目隠しをしたドン・キホーテとサンチョ・パンサは、乗せられた木馬を魔法の馬だと信じて、巨人退治に夢中になる。ウィンドマシーンによって架空の飛行が奏される聴き所である。持続低音が、実際は地面に止まったままであることを表している。
- 第8変奏
川岸で櫂のない小舟を見つけた2人は、それに乗って囚われの王子を救出に向かうが、水車に巻き込まれて転覆し、ずぶぬれになってしまう。滴る水を弦楽器のピッツィカートが表現している。
- 第9変奏
ドン・キホーテは2人の修行僧（2本のファゴット）を悪魔と勘違いして襲いかかる。驚いて修行僧たちは逃げるが、ドン・キホーテとサンチョ・パンサは意気揚々と旅を続ける。
- 第10変奏
ドン・キホーテを妄想癖から治そうと、彼の友人カルラスコが騎士に扮して、決闘を挑む（トランペットで表現される）。ドン・キホーテはついに冒険をあきらめ、寂しく村に帰る。
- 終曲
ドン・キホーテは故郷の村で死の床にある。ドン・キホーテは静かに自分の生涯を回想する。チェロのグリッサンドによって彼の死が示される。

## 楽器編成
- ピッコロ1、フルート2、オーボエ2、コーラングレ1、クラリネット（B♭）2（小クラリネット持ち替え1）、バスクラリネット（B♭）1、ファゴット3、コントラファゴット1
- ホルン（F）6、トランペット（D, F）3、トロンボーン3、テナーチューバ1、バス・テューバ1
- ティンパニ、バスドラム、スネアドラム、トライアングル、シンバル、ウィンドマシーン、グロッケン（鐘）、タンバリン
- ハープ
- 弦五部
- ヴィオラ独奏
- チェロ独奏

シュトラウスは、オーケストラの首席奏者が独奏パートを担当することを想定していた。

## 演奏形態
交響詩『ドン・キホーテ』の独奏チェロ・パートはチェロのもつ雄弁な性格をうまく表現しており、チェリストにとって重要なレパートリーなのだが、あくまで交響詩であるがゆえチェロ協奏曲のような演奏効果をもたらさない。この曲の主題が、大オーケストラにドン・キホーテが無謀にも立ち向かうという構造になっているためもある。一方、卓抜した管弦楽法により多彩に鳴り響くオーケストラは聴きものであり、指揮者の解釈によっては独奏チェロがあまり目立たない演奏を好む。ヴィオラ独奏はチェロ独奏よりもさらに目立たないが、低弦でのユーモラスな動きや中音から高音域にかけての伸びやかな音色などヴィオラの持つ個性をうまく表現している。
以上により、実際の演奏では、以下のような形態がある。
- 独奏チェロ・独奏ヴィオラ両方にソリストを招く場合
- 独奏チェロにソリストを招き、独奏ヴィオラはオーケストラの首席奏者が演奏する場合 ・独奏ヴィオラにソリストを招き、独奏チェロはオーケストラの首席奏者が演奏する場合も稀にある(例:イスラエル管弦楽団)。
- 独奏チェロ・独奏ヴィオラ両方をオーケストラの首席奏者が演奏する場合